# 刘家疃墓群
刘家疃墓群，位于山东省临沂市费县城北乡刘家疃，是中华人民共和国山东省文物保护单位之一。
1992年6月12日，授予山东省文物保护单位，是一座古墓葬。